# György Csapó (actor)
György Csapó, menționat și Gheorghe Csapó, (n. 16 septembrie 1961, Cluj, România) este un actor și regizor de teatru român de etnie maghiară. A făcut parte din trupele Teatrului Maghiar de Stat din Sfântu Gheorghe (1985-1987) și Teatrului Maghiar de Stat din Cluj-Napoca (1987-1988), iar în 1988 a emigrat cu familia în Ungaria, unde a jucat pe scenele mai multor teatre.

## Biografie
S-a născut la 16 septembrie 1961 în orașul Cluj. Familia sa s-a mutat în 1979 la Târgu Secuiesc, unde György a urmat doi ani de școală la actualul Liceul Teoretic „Nagy Mózes” și a susținut examenul de bacalaureat în 1980. A absolvit Institutul de Teatru „Szentgyörgyi István” din Târgu Mureș în 1985, sub îndrumarea profesorului András Csorba, și, după absolvire, a fost angajat la Teatrul Maghiar de Stat din Sfântu Gheorghe. S-a căsătorit încă din timpul facultății cu colega sa, Zsuzsa Adorjáni.
În anul 1987, la invitația directorului József Kötő, s-a transferat împreună cu soția sa la Teatrul Maghiar de Stat din Cluj-Napoca, iar în ianuarie 1988, având o viză turistică de șase zile, au plecat împreună în Ungaria, unde au profesat ca actori în trupa Teatrului „Csiky Gergely” din Kaposvár (1988-1996). György Csapó a abandonat apoi activitatea teatrală și a lucrat timp de trei ani ca prezentator și redactor-reporter la Kapos Televízió și Kapos Rádió. A lucrat în mediul privat și a absolvit mai târziu cursul de manager cultural organizat de Universitatea „Eötvös Loránd” din Budapesta (ELTE).
S-a întors în România în primăvara anului 2009 și a devenit unul dintre membrii fondatori ai Teatrului Orășenesc din Târgu Secuiesc, fiind numit în funcția de director al acestei instituții. A fost numit în funcția de director interimar al Teatrului Național din Târgu Mureș în octombrie 2010 în locul lui Vlad Rădescu, care a fost demis prin ordin al ministrului culturii, Hunor Kelemen, și a îndeplinit această funcție până în martie 2011, când Vlad Rădescu a revenit pe post prin hotărârea Curții de Apel București, în urma unui proces intentat Ministerului Culturii. Deși doar interimar, György Csapó a fost primul director general maghiar al Teatrului Național din Târgu Mureș, după o pauză de 37 de ani, de când András Csorba a fost înlocuit din această funcție.
György Csapó a interpretat, la începutul carierei, roluri de eroi tineri, iar mai apoi personaje mature precum Kerek Ferkó din piesa omonimă a lui Móricz Zsigmond, Cléante din Avarul de Molière, Hemon din Antigona de Sofocle, Jeromos din Jeromos cel sclipitor de Áron Tamási, Medvefia din Luntrașul din Lună de Sándor Weöres, Wurm din Intrigă și iubire de Friedrich Schiller, Medvedenko din Pescărușul de Anton Cehov și Montague din Romeo și Julieta de William Shakespeare. A profesat, în paralel, și ca regizor de teatru.
A jucat roluri principale în două filme românești: Un oaspete la cină (1986) și Rezervă la start (1988).

## Roluri în piese de teatru
- Pál Ábrahám: 3:1 pentru dragoste — Pufi
- Howard Barker: Scene dintr-o execuție — temnicerul
- Bertolt Brecht: Opera de trei parale — Jakob „Tarantula”
- Bertolt Brecht: Mutter Courage și copiii ei — locotenentul
- Bertolt Brecht: Cercul de cretă caucazian — soldatul de gardă
- Sándor Bródy: Învățătoarea — Id. Nagy
- Ivo Brešan: Țăranul Hamlet — țăranul din Mrduša Donja
- Georg Büchner: Woyzeck — calfă
- Anton Cehov: Pescărușul — Semion Semionovici Medvedenko, învățător
- Anton Cehov: Valahol Oroszországban [„Undeva în Rusia”] — Rode
- Adrian Dohotaru: Anchetă asupra unui tânăr care nu a făcut nimic — actor
- Feodor Dostoievski: Crimă și pedeapsă — Nikodim Fomici, șeful poliției
- Friedrich Dürrenmatt: Romulus cel Mare — Apollyon, negustor de artă
- Venedikt Erofeev⁠(d): Noaptea Walpurgiei sau Pașii Comandorului — medicul șef al spitalului
- Carlo Goldoni: Cafeneaua — Pandolfo, proprietar de tripou
- Witold Gombrowicz: Ivona, Principesa Burgundiei — Ciprian
- E. T. A. Hoffmann: Spărgătorul de nuci — Șoarecele de câmp
- Péter Horváth⁠(d): Csao Bambino — Rajnai
- Péter Horváth⁠(d) – Gábor Presser⁠(d) – Dusán Sztevanovity⁠(d): Mansarda — detectivul
- Henrik Ibsen: Peer Gynt — Von Eberkopf
- Imre Kálmán: Silvia — prințul Leopold Maria Lippert-Weilersheim
- Dezső Kosztolányi: Édes Anna — Gábor Tatár, consilier ministerial
- Dezső Kosztolányi – László Babarczy⁠(d): Nero, poetul sângeros — Anicetus, gardian
- Georg Malvius: Elvira Madigan — căpitanul Nielsen
- Samuil Marșak: Pădurea fermecată — Noiembrie
- Arthur Miller: Vrăjitoarele din Salem — viceguvernatorul Danforth
- János Mohácsi⁠(d): Tévedések végjátéka avagy tévedések víg játéka — actor
- Molière: Avarul — Cléante, fiul lui Harpagon
- Sławomir Mrożek: Martiriul lui Piotr Ohey — actor
- Ignác Nagy⁠(d): Tisztújítás — Farkasfalvy, vicecomite
- József Nyirő: Omul cioplitor de Isus — Mihály Ártó, băiatul tăietor de lemne
- Aleksandr Ostrovski: Furtuna — Kocsmáros, kiöregedett jégkorong kapus
- Géza Páskándi: A költő visszatér — Lajos Kossuth, conducătorul luptei pentru libertate a Ungariei
- Aleksandr Pușkin: Boris Godunov — patriarhul
- Friedrich Schiller: Intrigă și iubire — Wurm, secretarul președintelui
- William Shakespeare: Othello — Montano, guvernatorul Ciprului
- William Shakespeare: Romeo și Julieta — Montague
- Sofocle: Antigona — Hemon, fiul lui Creon
- Marin Sorescu: Pluta Meduzei — individul III
- Samuel Spewack – Bella Spewack – Cole Porter: Sărută-mă, Kate! — Harrison Howel, senator
- András Sütő: Bocet vesel pentru un fir de praf rătăcitor — Miklós
- Áron Tamási: Ábel – Gergely; Garmada
- Áron Tamási: Jeromos cel sclipitor — Jeromos; Mihály Sáska, paznicul tavernei
- Ramón del Valle-Inclán: Capul dragonului — regele Mangucián cel Mare
- Voltaire: Candid — actorul
- Dale Wasserman – Ken Kesey: Zbor deasupra unui cuib de cuci — dr. Spivey
- Sándor Weöres: Luntrașul din Lună — Medvefia, moștenitorul tronului Laponiei
- Oscar Wilde: Salomeea — soldatul I
- Móricz Zsigmond: Kerek Ferkó — Kerek Ferkó

## Alte activități artistice
- Halló! Itt a Víg-Adó!, cabaret de Revelion 2009 (regizor, scenograf și proiectant al costumelor)

## Filmografie
- Un oaspete la cină (1986)[10]
- Rezervă la start (1988)[10]